# Championnat des Îles Turques-et-Caïques de football 2006-2007
Navigation
MFL Super 4s 2005-2006 MFL Super 4s 2007-2008
La saison 2006-2007 de MFL Super 4s est la 9e édition du Championnat des Îles Turques-et-Caïques de football.
Le championnat oppose six clubs des Îles Turques-et-Caïques en une série de dix rencontres jouées durant la saison de football. La compétition débute le 7 octobre 2006 et se termine le 24 mars 2007.

## Compétition

### Classement
Le classement est établi sur le barème de points classique (victoire à 3 points, match nul à 1, défaite à 0).
| Rang | Équipe                  | Pts | J  | G | N | P | Bp | Bc | Diff |
| ---- | ----------------------- | --- | -- | - | - | - | -- | -- | ---- |
| 1    | Beaches FC              | 26  | 10 | 8 | 2 | 0 | 39 | 11 | +28  |
| 2    | Provo Haitians Stars FC | 19  | 9  | 6 | 1 | 2 | 33 | 11 | +22  |
| 3    | PWC Athletic            | 17  | 9  | 5 | 2 | 2 | 26 | 17 | +9   |
| 4    | SWA Sharks FC           | 12  | 10 | 4 | 0 | 6 | 22 | 40 | -18  |
| 5    | Provopool FC            | 6   | 10 | 2 | 0 | 8 | 24 | 43 | -19  |
| 6    | Cost Right FC           | 4   | 10 | 1 | 1 | 8 | 12 | 34 | -22  |